# Barbara Pozzobon
Barbara Pozzobon, född 17 september 1993, är en italiensk simmare som tävlar i öppet vatten-simning.

## Karriär
Vid EM 2021 i Budapest tog Pozzobon brons på 25 km öppet vatten. Vid EM 2022 i Rom tog hon silver 25 km öppet vatten, trots att loppet blev inställt efter halva distansen. Vid VM 2023 i Fukuoka tog Pozzobon guld tillsammans med Ginevra Taddeucci, Domenico Acerenza och Gregorio Paltrinieri i lagtävlingen i öppet vatten.
Vid EM 2024 i Belgrad tog Pozzobon guld på 25 km öppet vatten samt silver på 10 km öppet vatten, endast en tiondel bakom guldmedaljören Leonie Beck.